# Florent-en-Argonne
Florent-en-Argonne è un comune francese di 256 abitanti situato nel dipartimento della Marna nella regione del Grand Est.

## Società

### Evoluzione demografica
Abitanti censiti